# 閔致祿
閔致祿（韓語：민치록，1800年1月17日—1858年10月23日），字元德、号棲霞，本貫驪興閔氏，朝鮮王朝晚期官員，是朝鮮高宗正室明成皇后的父親。

## 生平
閔致祿生於正祖己未十二月廿三日，父親閔耆顯，母親為第三任繼室夫人鄭氏。閔耆顯的高祖父是西人黨重臣閔維重，是仁顯王后的父親、受封驪陽府院君，配享孝宗廟庭；曾祖父閔鎭厚是仁顯王后的大哥，配享景宗廟庭，祖父閔翼洙官至司憲府掌令。
純祖十一年（1811年），閔耆顯在開城府擔任留后時任上病故，臨終前將閔致祿託付給時任敦寧府主簿的吳熙常，讓兒子拜他為師；幾年後，吳熙常將大女兒許配給閔致祿。在屢試不第之下，閔致祿於純祖二十七年（1827年）藉蔭襲出任章陵（定遠君陵寢）守園官。純祖三十三年（1833年）三月，元配吳氏過世，生前僅育有一女早夭；她過世後，吳熙常也於同年八月病故。閔致祿繼室夫人李氏育有一子三女，但是除了小女兒明成皇后以外，其他兒女也都夭折。為母丁憂以後，憲宗九年（1843年）任司饔院主簿，參與孝顯王后國喪事宜，後官至掌樂院僉正。哲宗時，閔致祿外調出任德川郡守，遭御史趙鶴年弹劾去職；當時年僅四歲的明成皇后被父親抱著逃跑時，不慎從牆上摔下而在腳上留下疤痕，令她對趙鶴年家族懷恨在心。
哲宗八年（1857年）十一月廿八，閔致祿任榮川郡守，不過當時他已患「風痺」多年，於第二年秋天辭職；哲宗九年（1858年）九月十七日病逝，享壽六十歲。

## 身後
閔致祿過世後，初葬於驪興閔氏位於驪州金橋里的家族墓地，曾遷墓到堤川、利川、廣州、保寧；2003年遷回原址，位於京畿道驪州市加南邑安金里。
閔致祿是閔維重奉祀孫，但是生前並無後嗣。哲宗十二年（1861年），朝廷下令求訪驪陽府院君祀孫，因此閔致祿族兄閔致久次子闵升镐成為閔致祿嗣子，主持祀事。高宗三年（1866年），由於獨生女成為朝鮮高宗的王妃，閔致祿按例獲追贈驪城府院君，後加谥号純簡。1875年，閔致祿遺孀李氏、閔升鎬父子三人遭炸彈暗殺，於是將閔泳翊过继給閔升鎬，奉祀閔維重、閔致祿兩位府院君。閔泳翊後來長期流亡上海租界不回朝鮮，大韓帝國時期，由閔泳瓚（閔升鎬姪兒）代理祀事；驪興閔氏宗族曾將閔珽植、閔俊植過繼給閔泳翊，但是後續都罷養，他在1914年於上海病逝。到朝鮮日治時期的幾起訴訟中，閔泳翊的家產由他在中國所生庶子閔庭植繼承。

## 家族
- 祖父：閔百奮（1723－1793），字興之，官至成均館大司成、兼同知義禁府事五衛都摠府副摠管[1]
- 祖母：青松沈氏（1722－1760），沈重賢次女、金光澤外孫女[19]，生一男一女
- 繼祖母：清州韓氏（1742－1818），韓光鼎的女兒、白受一外孫女，沒有生育
  - 姑母：驪興閔氏（1748－1820），與洪秉順育有一子一女
    - 表哥：洪章燮（1785－1851），字君憲，官至長城府使[20]；有四子一女
    - 表姐：南陽洪氏（1787－1862），與廣平大君後代李忠淵育有二子一女[21]

  - 父：閔耆顯（1751－1811），字子慶，官至參判兼同知經筵義禁府事五衛都摠府副摠管
  - 前母：咸安趙氏（1749－1764），趙重瞻的女兒、李顯重外孫女
  - 前母：星州李氏（1763－1792），李悌源的女兒
  - 母親：延日鄭氏（1773－1838），鄭在順長女、黃棖外孫女[22]
    - 元配：海寧府夫人吳氏（1798－1833），本貫海州吳氏，吳瑗（朝鮮顯宗之女明安公主養子）的曾孫女、吳熙常長女[23]
    - 繼配：韓昌府夫人李氏（1818－1875），本貫韓山李氏，李圭年長女[24]
      - 嗣子：闵升镐（1830－1875），閔致久次子
        - 嗣孫：閔泳翊（1860－1914），族姪閔台鎬獨子

      - 獨生女：明成皇后（1851－1895），朝鮮高宗王妃、追贈皇后
        - 外孫：純宗皇帝李坧（1874－1926），字正軒，大韓帝國末代皇帝